# Exter (Vlotho)
Exter ist Ortsteil der ostwestfälischen Stadt Vlotho im Kreis Herford. Exter hat 2788 Einwohner (Stand: 1. Dezember 2018) und liegt im Westen von Vlotho. Bis 1968 war Exter eine selbstständige Gemeinde im Amt Vlotho.

## Lage
Exter grenzt im Norden an die Stadt Löhne, im Osten an den Vlothoer Ortsteil Valdorf, im Süden an den Ortsteil Wüsten der lippischen Stadt Bad Salzuflen und im Westen an den Herforder Stadtteil Schwarzenmoor. Seiner Lage in den Ausläufern des Lippischen Berglandes hat Exter schon in früheren Zeiten den Beinamen Bergdorf zu verdanken. Der höchste Punkt findet sich auf der in Solterwisch gelegenen Steinegge mit 255,5 m NN, der tiefste mit 99,6 m an der Hagenmühle an der Salze. Durch Exter fließt der im Bereich Dornberger Heide/Arnholz entspringende Exterbach, er mündet im Ort in die in Solterwisch entspringende Salze. Solterwisch war bis Mitte des 19. Jahrhunderts eine selbständige Bauerschaft und ging in Exter auf.

## Geschichte

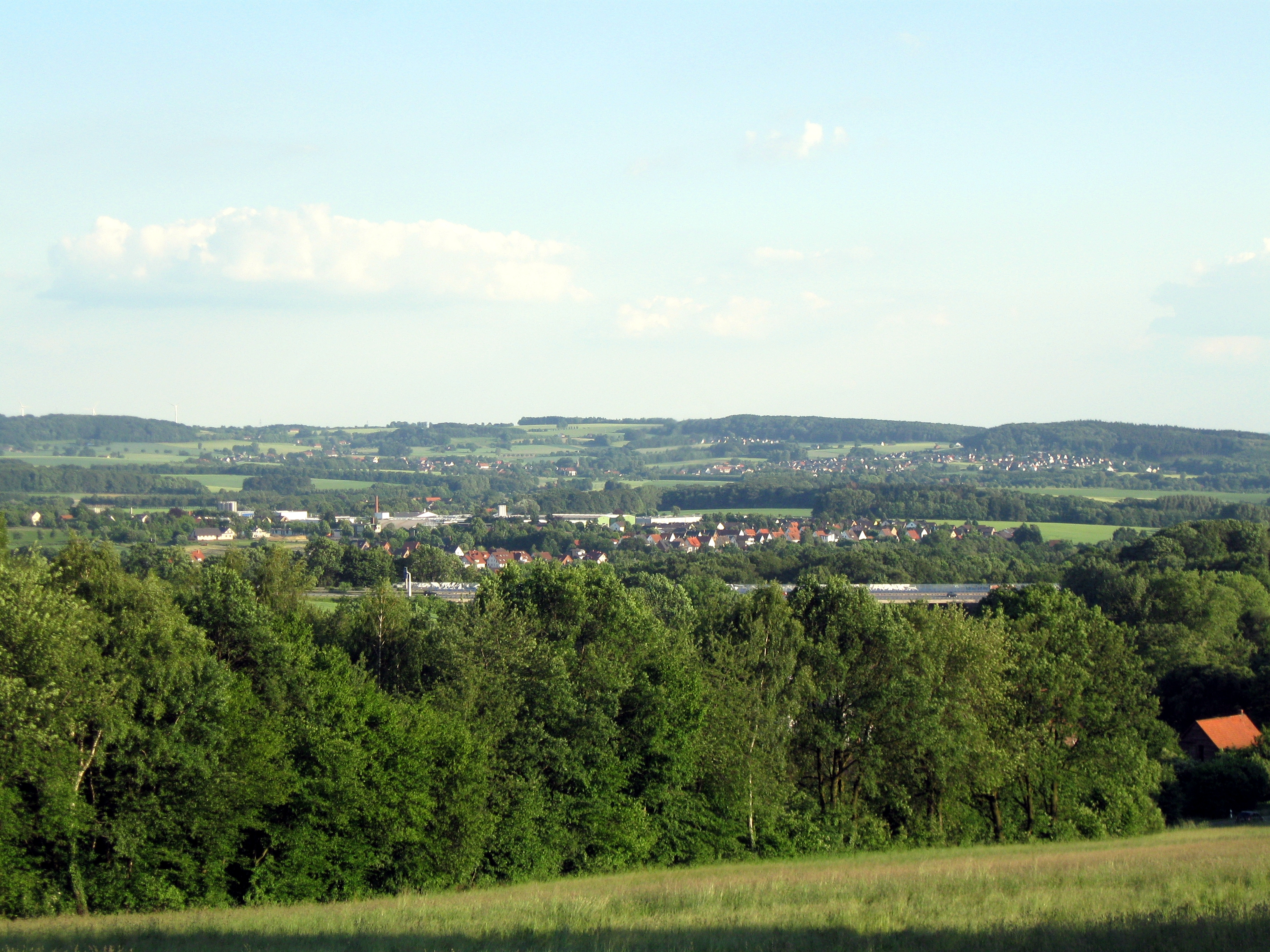
Ansicht Exter von Norden – im Hintergrund das lippische Wüsten

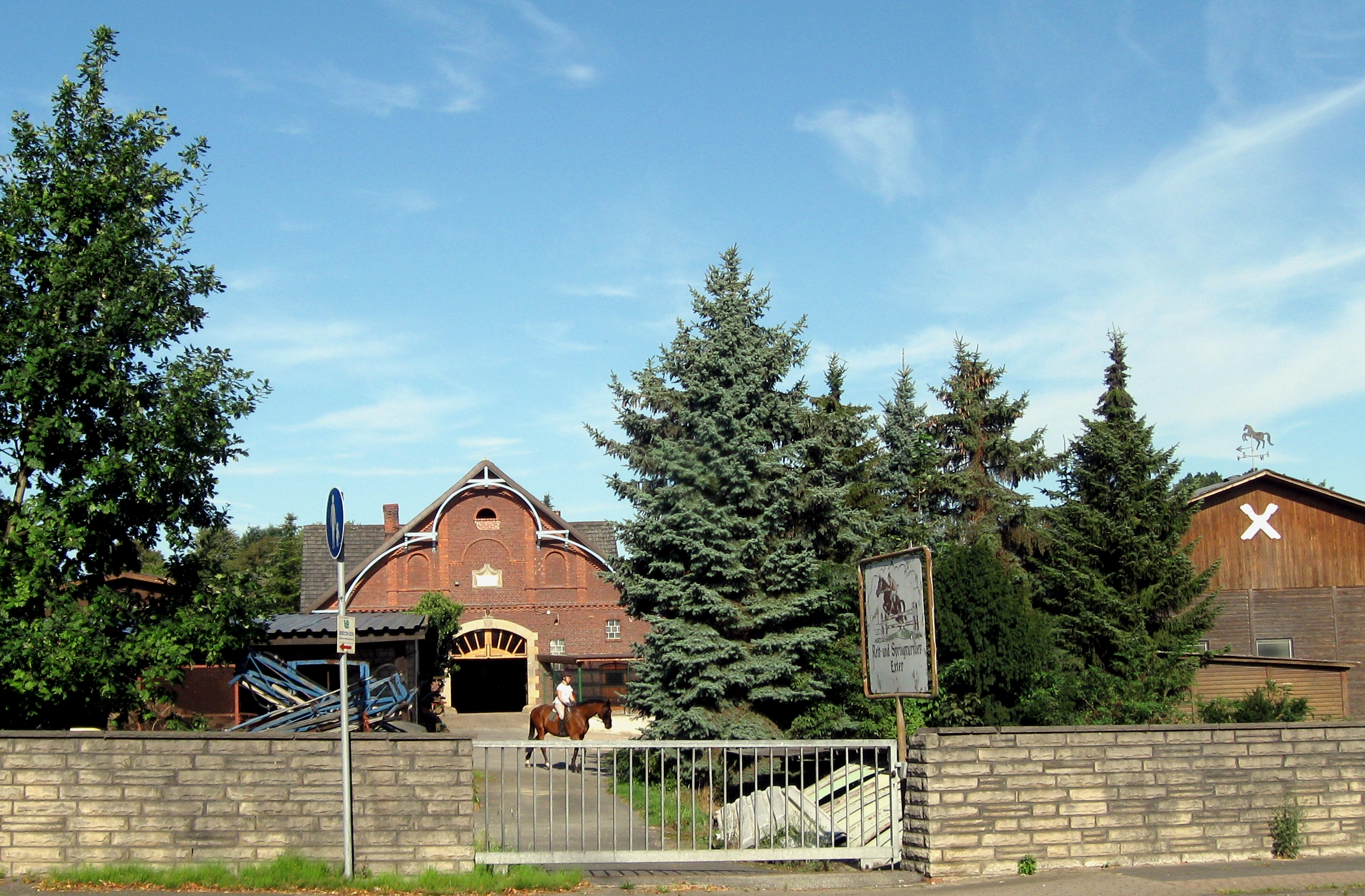
Hof Düstersiek in Exter, ehemals Pieper Nr. 4, einer der ältesten Höfe im Ort

Exter wird als Exterde erstmals in einem Güterverzeichnis des Klosters Herford aus dem 12. Jahrhundert genannt. Der Ursprung ist nicht ganz eindeutig. Die Kernlage im Tal des Exterbaches war Grund für die umgangssprachliche Bezeichnung Kuhleneckster, die auch für eindeutigere Zuordnung im Ort benutzt wurde.
In Exter lagen die beiden zur Abtei Herford gehörenden Höfe Limberg und Harde, sie waren verlehnt an die Ritter von Exterde bzw. die Ritter von Westfalen. Auf die Mühle des alten Hardenhof geht die Bezeichnung des späteren Kleinbahnhofes Hagenmühle zurück, ein Name, der durch Verschleifung entstand. Nach der Säkularisation (1803) verschuldeten sich die neuen Besitzer und mussten verkaufen. Beide Höfe erwarb um 1816 der Borgholzhausener Ökonom Brune. Dieser wiederum splittete diesen Besitz, aus dem Verkauf entstanden neue Bauernstellen (Limberg = acht, Harde = achtzehn).
Als eine weitere Verbindung zur Abtei Herford waren die Ritter vom Arnholte mit den meisten Höfen zwischen Herford und Exter belehnt. An sie erinnern noch immer der Familienname Arnhölter sowie die Flurbezeichnung Arnholz. Ein Johann von Arnholte wird erstmals 1232 benannt, Ende des 15. Jahrhunderts starb das Geschlecht mit dem letzten Glied, dem Pleban (Pfarrer) Johann von Arnholte aus.
Exter gehörte bis zur Franzosenzeit zum Amt Vlotho der Grafschaft Ravensberg. Dieses hatte sich aus der reichsunmittelbaren Herrschaft Vlotho entwickelt und fiel nach dem Aussterben der Herren von Vlotho an das Haus Jülich-Berg. Dem Ravensberger Urbar von 1556, einem umfassenden Verzeichnis über Einwohnerschaft, Zugehörigkeit, Abgaben etc. der Grafschaft, ist zu entnehmen, dass Exter mit den Bauerschaften Solterwisch und Schwarzenmoor der Vogtei Vlotho zugeordnet war. 
Von 1807 bis 1813 gehörte Exter zum Kanton Vlotho des Königreichs Westphalen. Schwarzenmoor wurde 1811 dem Kanton Herford zugeschlagen. In der 1815 gegründeten Provinz Westfalen gehörten Exter und Solterwisch zum Verwaltungsbezirk Vlotho im Kreis Herford. Im Rahmen der Einführung der Landgemeinde-Ordnung für die Provinz Westfalen wurden die beiden Bauerschaften Exter und Solterwisch 1843 zur politischen Gemeinde Exter zusammengefasst.
Am 1. Januar 1969 wurde die Gemeinde Exter zum westlichen Ortsteil von Vlotho. Zum Stichtag 1. Oktober 2017 hatte der Ortsteil Exter 2814 Einwohner.

## Religion

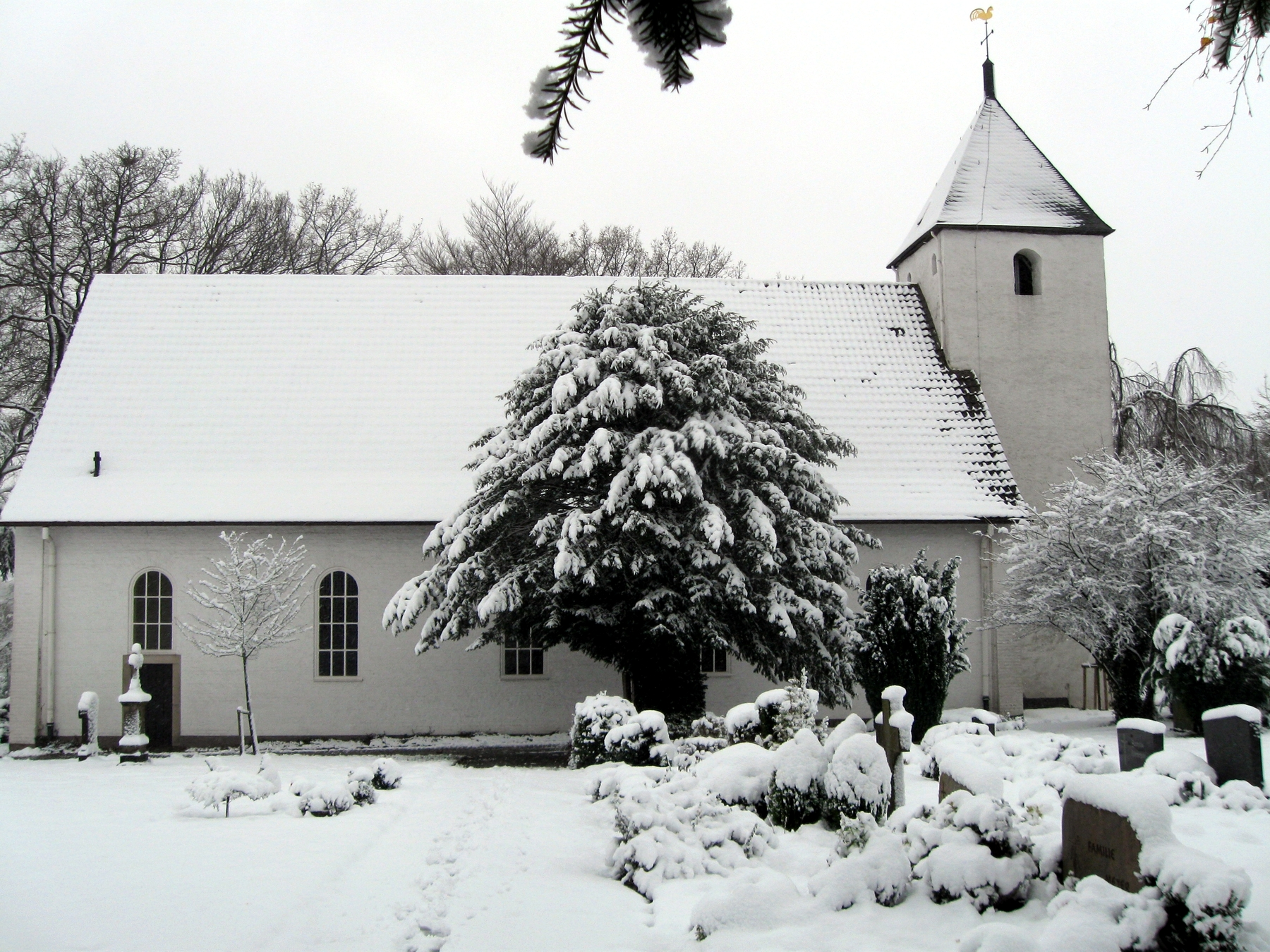
Die Evangelische Kirche Exter, die erste evangelische Autobahnkirche Deutschlands

Die Bevölkerung ist überwiegend evangelisch-lutherischen Glaubens, der Anteil römisch-katholischer Gläubiger geht wesentlich auf den Zuzug von Flüchtlingen nach dem Zweiten Weltkrieg zurück.
Kirchlich gehörte Exter mit Solterwisch bis 1666 zur Gemeinde auf dem Herforder Stift Berg. In diesem Jahre genehmigte der Große Kurfürst die Gründung einer eigenen Gemeinde mit eigener Kirche. 1951 wurde das baufällige Kirchenschiff ersetzt, der Turm blieb bestehen. 1959 wurde die Evangelische Kirche Exter zur ersten evangelischen Autobahnkirche Deutschlands geweiht. Sie ist über die A2-Ausfahrt Nr. 31 Vlotho-West erreichbar. Im Jahr 2019 vereinigten sich infolge der immer weiter sinkenden Mitgliederzahlen die Vlothoer Kirchengemeinden von Exter und Bonneberg zur „Kirchengemeinde Exter Bonneberg“, wobei die weiteren Gottesdienste jeweils abwechselnd in den vorhandenen Kirchenbauten stattfinden sollen. 
Die katholischen Gläubigen konnten anfangs die evangelische Dorfkirche in Exter für ihre Gottesdienste benutzen, ab 1950 stand ihnen eine Behelfskirche im Tal des Exterbaches zur Verfügung. Ihre neue, in Fachwerkstil mit Mauerwerk gebaute, St.-Hedwig-Kirche an der K12 in Richtung Kalletal-Hohenhausen wurde 1978 geweiht. St. Hedwig Exter gehörte seit 1983 zur Pfarrgemeinde Heilig Kreuz in Vlotho und damit zum Pastoralverbund Löhne-Vlotho. 2020 wurde die Schließung dieser Kirche bekannt gegeben.

## Wirtschaft und Infrastruktur
In Exter befinden sich mehrere landwirtschaftliche Betriebe auf Vollerwerbsbasis. Die in Solterwisch entspringende Salze hatte Wassermühlenbetrieb bis in die 1960er-Jahre ermöglicht.
Die alte Kirchengemeinde Exter zählte im 19. Jahrhundert zu den ärmsten in der Synode Vlotho, was Rückschlüsse auf die Ertragsleistung der seinerzeitigen Landwirtschaft erlaubt. 1903 brachte die Herforder Kleinbahn eine leistungsfähige Verbindung zum Vlothoer Hafen und den Nachbarstädten Bad Salzuflen und Herford. Das unterstützte wesentlich die Entwicklung mehrerer holzverarbeitender Handwerksbetriebe (Einzelmöbel, Fachwerk, Sargtischlerei etc.) zu Industriebetrieben mit Serienfertigung. Anfang der 1990er-Jahre schloss mit der Firma Pecher (Küchenmöbel), das letzte Unternehmen. Speziell Pecher hatte zu Zeiten des Gelsenkirchener Barocks Absatzmärkte bis in das Ruhrgebiet. Mit dem Ende der Firma Pecher übernahm der Herforder Möbelfabrikant Nitsche die Gebäude, erweiterte die Industrieanlage und produzierte weiterhin Kleinmöbel. Im Jahr 2011 wurden durch einen Großbrand die historischen Bauwerke bis auf die Grundmauern zerstört, 2013 wurde auf dem Gelände ein moderner Neubau errichtet. Die Produktion wurde jedoch nicht wieder aufgenommen, das Unternehmen ging in die Insolvenz, die Immobilien wechselten Anfang 2018 den Besitzer, heute befindet sich hier ein Logistikzentrum.
Nach dem Zweiten Weltkrieg entstanden in der damals selbständigen Gemeinde mehrere Wohngebiete, in denen sich vornehmlich Flüchtlinge ansiedelten. In dieser Zeit entstand ebenfalls das Gewerbegebiet Industriestraße/Im Meisenfeld, in dem sich zahlreiche Industriebetriebe unterschiedlichster Größe ansiedelten. Es ist das zweitgrößte in der Stadt Vlotho. Hier befindet sich auch ein Produktionswerk des österreichischen Unternehmens Alpla.
Weitere Wohngebiete kamen ab den 1980er-Jahren hinzu. Das im Ortskern jüngste neue geschlossene Wohngebiet „Johanne-Stelzer-Straße“ entstand ab dem Jahr 2000. Der Name geht zurück auf Johanne Stelzer, die nach dem Zweiten Weltkrieg als Hebamme im Ort arbeitete. Im Allgemeinen ist eher üblich, in solchen Fällen Straßen nach meist historisch bekannten Persönlichkeiten zu benennen.
Auf dem ehemaligen Gelände der durch Exter bis 1962 verkehrenden Herforder Kleinbahn (Wallenbrück–Spenge–Enger–Herford–Bad Salzuflen–Exter–Valdorf–Vlotho) befindet sich der Buswendeplatz, um den herum verschiedene Dienstleistungsunternehmen als Nahversorger zu finden sind, was auch für den Bereich der Detmolder Straße in Richtung A 2-Anbindung 31 (Vlotho-West) gilt, die bis Februar 2015 mit Exter bezeichnet wurde.

## Verkehr
Etwa im Ortsmittelpunkt kreuzen sich L 778 und K 12 in die direkten Richtungen Bad Oeynhausen, Vlotho-Stadt, Bad Salzuflen und Herford (im Uhrzeigersinn im Norden beginnend). Über den an dieser Hauptkreuzung liegenden Buswendeplatz wird öffentlicher Personennahverkehr mit Umsteigemöglichkeiten nach Vlotho-Stadt und Herford angeboten.
Die mitten durch den Ortsteil verlaufende A 2 führt über die Talbrücken Finnebach, Exter und Steinegge. Nahe der Talbrücke Finnebach befindet sich (im angrenzenden Herforder Stadtteil Schwarzenmoor) die A 2-Anschlussstelle Herford-Ost und an der Talbrücke Exter die A 2-Anbindung Vlotho-West mit Hinweis auf die Autobahnkirche. Letztere liegt außerdem nur wenige hundert Meter von der o. g. Kreuzung entfernt.

## Bildung, Erziehung
Seit wann es in Exter ein Schulangebot gibt, ist nicht genau bekannt, mit Jahresangabe wird für 1693 ein Lehrer namens Johann Heinrich Puls als Nachfolger eines Jobst Wilhelm Schele genannt. Die neben der Kirche befindliche Volksschule erhielt 1964 wenige hundert Meter entfernt einen neuen Standort am neu angelegten Sportplatz mit Turnhalle in der Ortsmitte. Im Rahmen der nordrhein-westfälischen Schulreform von 1968 wurde sie zur Grundschule umgewidmet. Die Evangelische Grundschule Exter ist eine Evangelisch-lutherische Bekenntnisschule und bot 2006 in der Stadt Vlotho als eine der ersten den Offenen Ganztag an. Seit 2008 wird sie als Dependance der Uffelner Grundschule geführt. Weiterführende Schulen werden in Vlotho (Sekundarschule, Gymnasium) und Herford (Gesamtschule, Gymnasium) besucht.
Das sich gebäudetechnisch an die Grundschule anschließende, 2007 zertifizierte Familienzentrum „Villa Kunterbunt“ mit U3-Betreuung ist in weiterhin evangelischer Trägerschaft die Nachfolgeeinrichtung des 1973 gegründeten Kindergartens.

## Vereine (Auswahl)

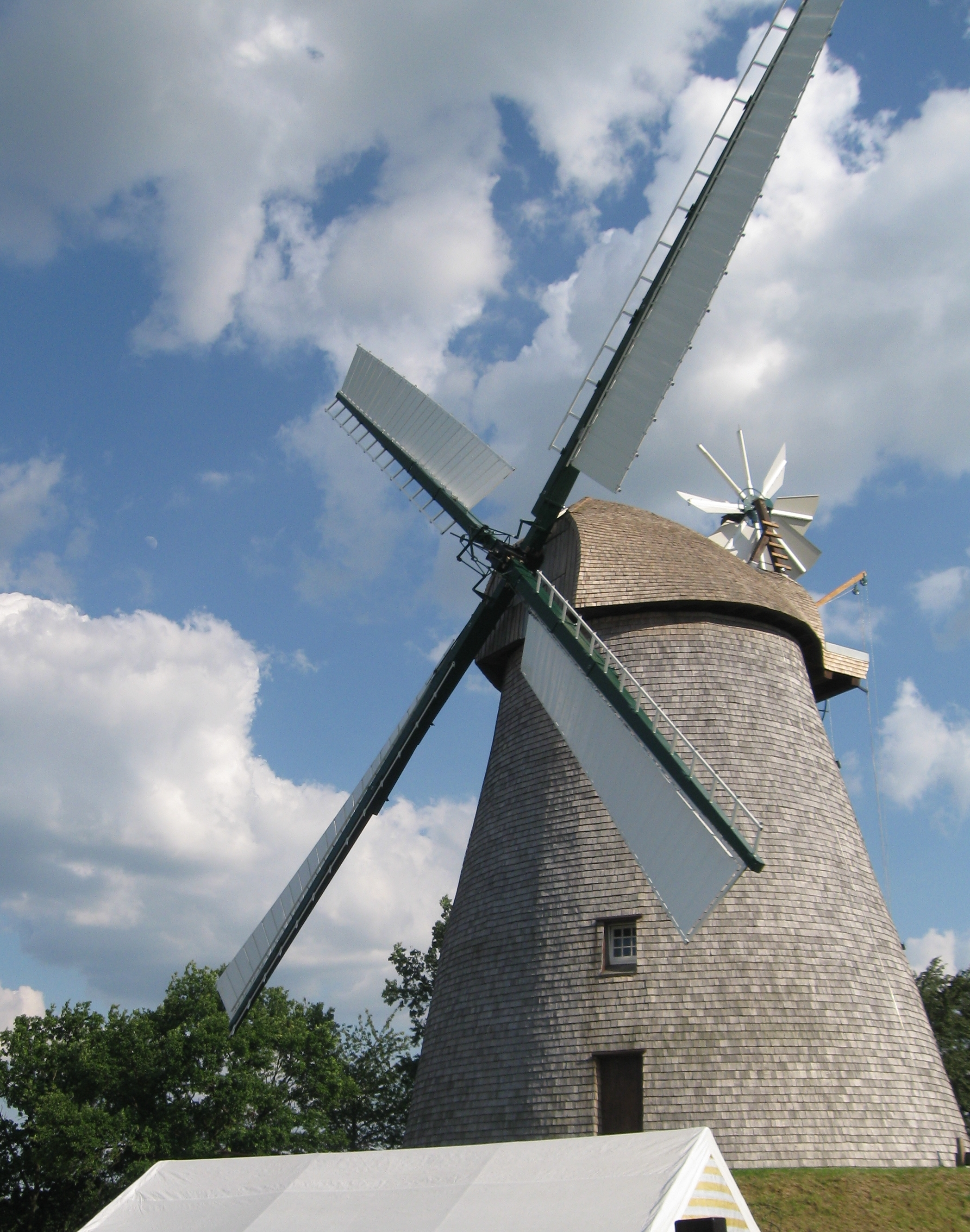
Windmühle Exter am Deutschen Mühlentag 2009

1905 wurde die Freiwillige Feuerwehr Exter gegründet.
Die Aktivitäten des seit 80 Jahren bestehenden Reit- und Fahrvereins „von Bismarck“ Exter e. V. haben zum im Kreis Herford geläufigen Scherznamen Reiterdorf Exter beigetragen, der Verein hat in seiner Geschichte zahlreiche Turniere auch von überregionaler Bedeutung organisiert.
Die SGEE (Sportgemeinschaft Einigkeit Exter e. V.) richtet seit 1989 den jährlichen Exter Triathlon mit den Disziplinen Schwimmen, Rad fahren und Laufen aus. Mit meist 400 bis 500 Teilnehmern aus dem Umland hat er weit reichende Bedeutung.
Zu den größeren Vereinen im Ort zählt der Fußballclub FC Exter von 1947 e. V., der aus der damaligen SGEE entstand.
Der 2004 gegründete Verein Windmühle Exter e. V. betreut die 1850 gebaute Windmühle Exter nahe der Steinegge als Ausflugsziel im Nahtourismus. Im Kreis Herford ist sie eine von zwei funktionstüchtigen Windmühlen mit Mahlbetrieb, wobei bei der exterschen ausschließlich die Windenergie genutzt wird. 
An der Industriestraße nutzt der Tennisclub Rot Weiß Exter e. V. eine Sport- und Trainingsanlage.
Die Geschichtswerkstatt Exter dokumentiert seit 1989 Orts- und Regionalgeschichte mit unterschiedlichen Medien. 
Im Ort haben zwei Golf-Clubs ihr Gelände, der Golf-Club Exter (9-Loch-Anlage) nahe der A 2-Anbindung Herford-Ost und der Golf-Club Herford (9-Loch-Anlage) an der Windmühle Exter.

## Sehenswürdigkeiten

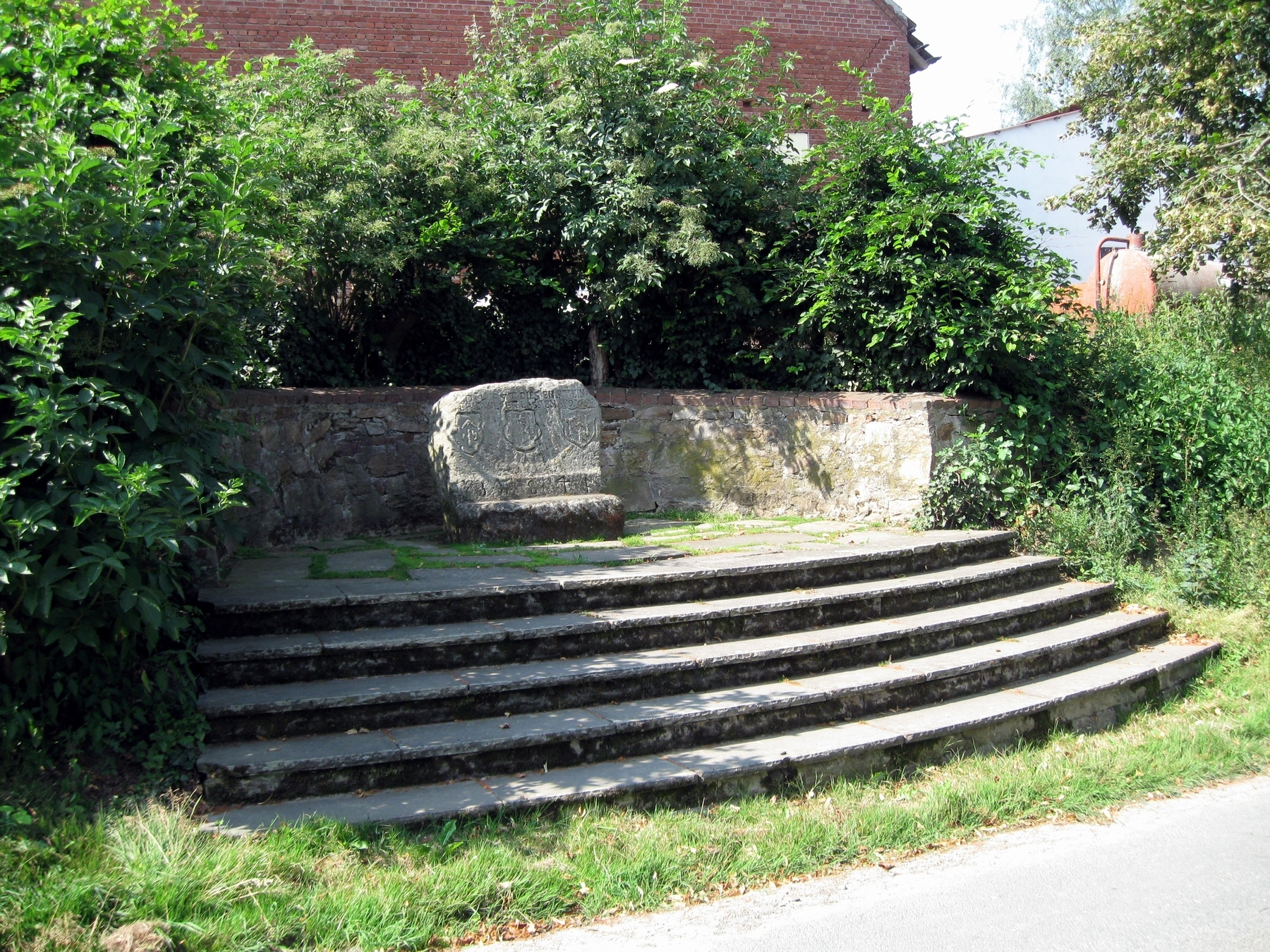
Wittekindstein in Exter

Die 1850 in Exter-Solterwisch gebaute Windmühle steht unter Denkmalschutz und ist nach längerer Renovierungsphase wieder für den Nah-Tourismus geöffnet. Im Juli 2009 fand in der hier neu eingerichteten Zweigstelle des Vlothoer Standesamtes die erste Trauung statt. Das Mühlengelände ist seit 2014 mit Backhaus, Remise und Fachwerk-Mehrzweckgebäude komplettiert.
An der Wittekindstraße ist der ebenfalls unter Denkmalschutz stehende Wittekindstein zu finden, ein in Sesselform behauener Sandstein. Der Sage nach sollen sich über ihm Karl der Große und Wittekind versöhnlich die Hände gereicht haben. Er ist vermutlich Ende des 16. Jahrhunderts aufgestellt worden und mit Hauszeichen Herforder Schöffenfamilien versehen, woraus zu schließen ist, dass es sich um einen alten Gerichtsstein aus der Zeit gegen Ende des Mittelalters handelt.
Im Mai 2014 wurde vom örtlichen Arbeitskreis Dorfentwicklung in Zusammenarbeit mit der Geschichtswerkstatt Exter die „Exter-Tour“ eröffnet, die auf zwei Rund-Wanderwegen mit insgesamt 31 Stationen an markanten Punkten durch den Ort führt. Im Juni 2016 folgte die Ergänzung dieses ortskundlichen Angebotes mit der „Exter-Tour für Kinder“. Unter pädagogischer Beteiligung wurden hierfür 14 Stationen der „großen“ Exter-Tour im Ortsinneren kombiniert, die mit Spiel und Spaß erkundet werden können.

## Persönlichkeiten
- Theodor Wedepohl (1863–1931), Landschafts- und Porträtmaler.
- Friedrich Wilhelm Brinkmann (1920–1994), Textilfabrikant.
- Helmut Finke (1923–2009), Instrumentenbauer, hatte seine Werkstatt in Exter.
- Jörg Wrachtrup (* 1961), Physiker, aufgewachsen in Exter.
- Christian Dahm (* 1963), Politiker (SPD), seit 2010 Landtagsabgeordneter in Nordrhein-Westfalen, wohnt in Exter.
- Hans Bernsdorff (* 1965), Altphilologe, wuchs in Exter als Arztsohn auf.